# The Unbreakable World Tour
De Unbreakable World Tour is de zevende concerttournee van zangeres Janet Jackson.

## Geschiedenis
Naar aanleiding van het elfde studioalbum van de Amerikaanse werd de tournee in de zomer van 2015 aangekondigd. Vanaf 31 augustus trad Jackson op, te beginnen in Canada en vervolgens in de Verenigde Staten. Tussendoor trad ze ook drie keer op op Hawaï en sloot ze het eerste deel in eind november in Japan af.
In oktober 2015 kondigde Jackson de Europese concerten van de Unbreakable World Tour aan. Er werden twintig concerten gepland, waaronder in Engeland, Duitsland en België. Ook kondigde ze een concert aan in de Ziggo Dome in Amsterdam. Dat zou haar eerste concert in Nederland worden sinds The Velvet Rope Tour uit 1998. Op kerstavond 2015 kondigde Jackson aan dat de Amerikaanse concerten voor het voorjaar van 2016 uitgesteld moesten worden naar de zomer, wegens een operatie waarover ze verder zweeg. In maart 2016 stelde ze ook de Europese concerten van maart, april en mei uit. Op 26 maart trad Jackson nog wel op tijdens de wereldcup paardenraces in Dubai met de Unbreakable World Tour.
In april plaatste Jackson een filmpje op haar socialmediakanalen waarin ze bekendmaakte met haar echtgenoot een gezin te willen stichten. Op doktersadvies moest ze rust houden, en dat hield in dat de uitgestelde Amerikaanse concerten voor de zomer opnieuw uitgesteld zouden worden. Ook zei ze dat de concerten naar 2017 zouden worden verplaatst.
Een maand later berichtten verscheidende media dat Jackson zwanger zou zijn en zich in haar tweede trimester zou bevinden. Men gaat ervan uit dat de eerdere mysterieuze operatie een ivf-behandeling is geweest om een veilige zwangerschap mogelijk te maken (Jackson was immers 50 jaar). Een jaar later kondigde Jackson een compleet nieuwe tournee aan: de State of the World Tour.